# Trilobopsis tehamana
Trilobopsis tehamana är en snäckart som först beskrevs av Henry Augustus Pilsbry 1928.  Trilobopsis tehamana ingår i släktet Trilobopsis och familjen Polygyridae. Inga underarter finns listade i Catalogue of Life.